# Henri Gibert
Pour les articles homonymes, voir Gibert.
Henri Gibert est un écrivain français, né à Bordeaux le 2 novembre 1865 et mort à Paris le 6 juin 1943, auteur de nombreux romans populaires sentimentaux sous différents noms de plume : Pierre Lavaur, Claude Syrvall, Pol Ternoise, Gille Cordouan, Paul de Calonges, etc..
Il est le mari de Henriette Dheur, également écrivain sous le nom de Pierre Dhaël (seule ou en collaboration avec Henri Gibert).